# 恩愛的盜賊大人
《恩愛的盜賊大人》（韓語：은애하는 도적님아）是韩国KBS 2TV计划于2026年上半年播出的土日迷你劇，由Studio Dragon主辦的第2屆電視劇劇本大賽優秀獎得主李善編劇執筆與《太太為什麼給男僕吃肉》的导演咸英傑合作打造，南志鉉、文相敏主演。

## 演员阵容

### 主要人物
- 南志鉉 饰演 洪恩祖[註 1]：身份為朝鮮時期的義賊。出身貴族與奴婢之間的家庭，為百姓竊取貪官財物，隱瞞其女性身份。因故她與追捕她的道月大君李烈發生身體交換，兩人展開了一段充滿誤會與浪漫的冒險。
- 文相敏 饰演 道月大君 李烈[註 2]：為朝鮮王朝的大君，外貌出色，身材修長。以偵探才能聞名，致力於追捕洪恩祖。在與她發生身體交換後，李烈開始重新認識自己與洪恩祖，並逐漸陷入愛情。

### 其他人物
- 金錫勛 饰演 洪恩祖的父親[5][註 3]
- 河錫辰 饰演 李奎[6][註 4]
- 崔元英 饰演 任士衡[7][註 5]
- 洪民基 饰演 任載伊[7][註 6]